# Jiaqiong (köpinghuvudort i Kina, Tibet Autonomous Region, lat 31,66, long 90,58)
Jiaqiong (kinesiska: 佳琼, 佳琼镇) är en köpinghuvudort i Kina. Den ligger i den autonoma regionen Tibet, i den sydvästra delen av landet, omkring 230 kilometer norr om regionhuvudstaden Lhasa. Antalet invånare är 2 926. Befolkningen består av 1 530 kvinnor och 1 396 män. Barn under 15 år utgör 32 %, vuxna 15-64 år 62 %, och äldre över 65 år 4,0 %.
Trakten runt Jiaqiong är nära nog obefolkad, med mindre än två invånare per kvadratkilometer. Det finns inga andra samhällen i närheten. Trakten runt Jiaqiong består i huvudsak av gräsmarker.